# Vít Levit (1811–1877)
Vít Levit (30. března 1811 Miletín – 22. dubna 1877 Hořice) byl český lékař židovského původu působící zejména v Hořicích.
Byl spolužákem a přítelem K. J. Erbena. Ve studiu jej podporoval miletínský farář Jan Arnold. Medicínu vystudoval v Praze. Poté začal působit jako městský chirurg (ranhojič) v Hořicích, poblíž jeho rodného Miletína. Svou pokrokovost dokumentoval odmítáním obřízky jako rituálního přežitku. V revolučním roce 1848 působil jako plukovní lékař národní gardy v Hořicích, čímž prokázal své vlastenectví. Lékařskou profesi vykonával 35 let.
Po bitvě u Hradce Králové (1866) léčil jako poručík Národní gardy v polních lazaretech těžce raněné. Na základě toho získal řadu vyznamenání – zlatým záslužným křížem s korunou, válečnou medailí a pruským korunním řádem IV. třídy, jak je i zaznamenáno na náhrobku.
Jeho pohřeb proběhl 24. dubna 1877 a městský kronikář o něm napsal, že se jednalo o nejslavnostnější pohřeb Žida ve městě od roku 1848. Na jeho pohřbu zazpíval dvě smuteční písně pěvecký sbor Ratibor.

## Rodina
Vít Levit pocházel z židovské rodiny, ale po dlouhém sporu s rabínem o obřízku nechal své dva syny pokřtít. Zároveň je jeho náhrobek na hořickém starém židovském hřbitově (umístěn v jeho severozápadní části) jediný s českým textem.
Stal se zakladatelem hořické lékařské rodiny – jeho syn Eugen Levit i vnukové Jan Levit a Vít Levit byli rovněž lékaři.